# Bissey-la-Pierre
Bissey-la-Pierre è un comune francese di 83 abitanti situato nel dipartimento della Côte-d'Or nella regione della Borgogna-Franca Contea.

## Società

### Evoluzione demografica
Abitanti censiti